# Viticulture en Croatie

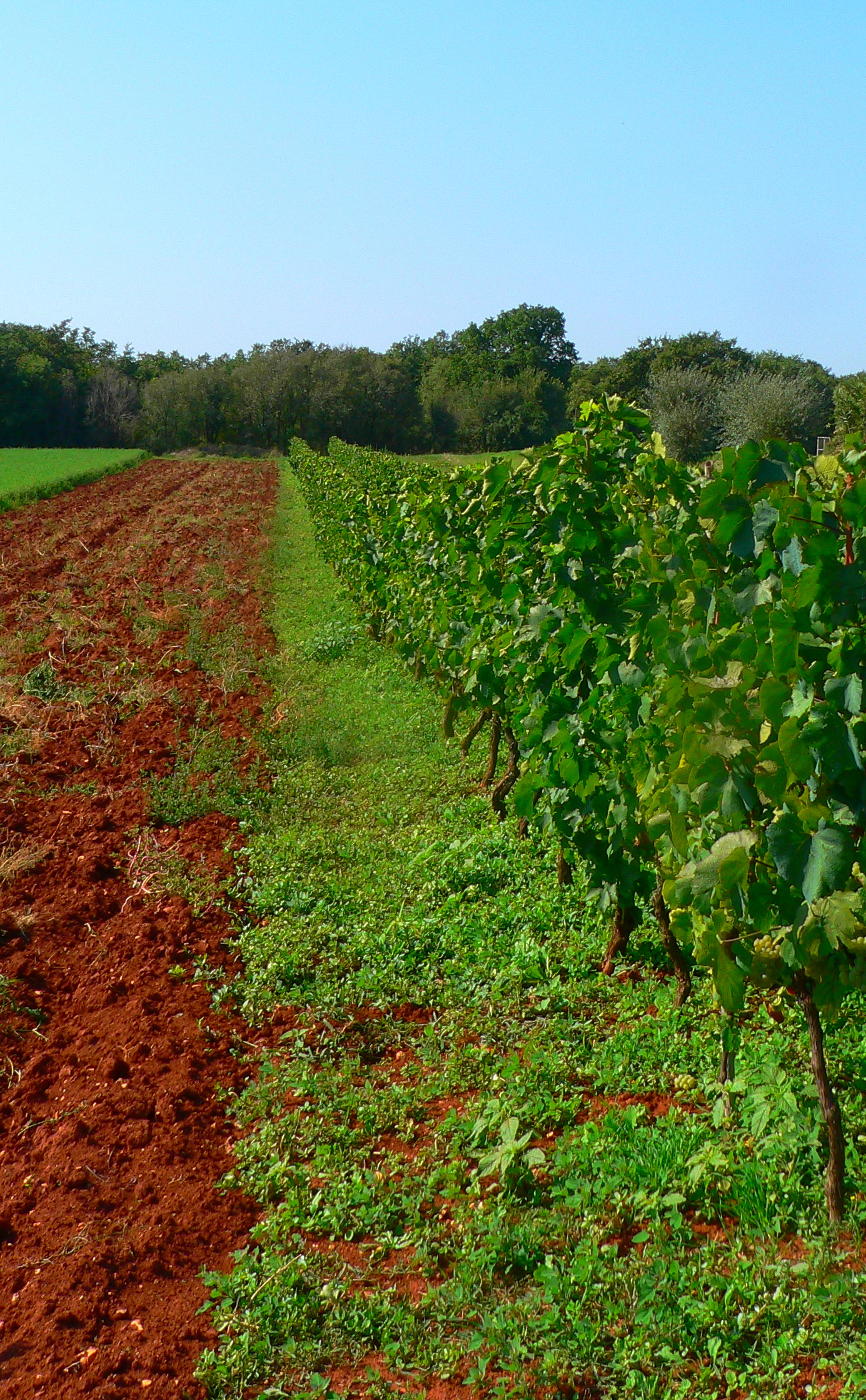
Dans le sud de l'Istrie, vignoble de Malvasia sur terra rossa

La viticulture en Croatie place ce pays au 21e rang mondial des pays producteurs de vin. Actuellement, il y a plus de 300 régions viticoles classées pour assurer la qualité et l'origine. La majorité des vins croates sont blancs, avec quelques vins rouges et un faible pourcentage de vins rosés. 

## Histoire

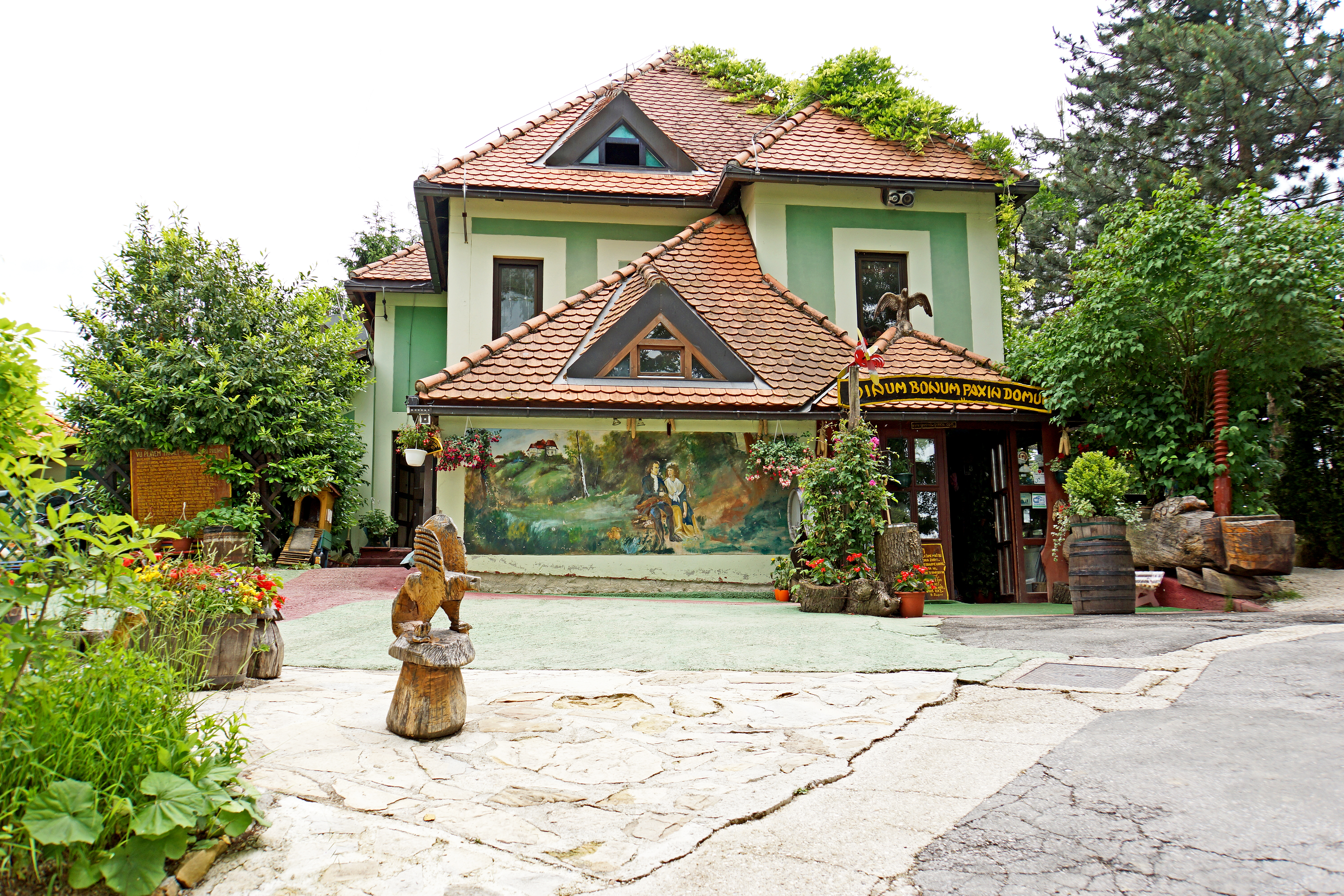
Domaine viticole de Taborgrad, sur la colline de Sin

La viticulture remonte à l'âge du Bronze : des découvertes récentes le démontrent, les Illyriens cultivaient déjà la vigne. 
Lors de la colonisation par la Grèce antique, voilà 2500 ans, la fondation des premiers comptoirs grecs développe la production de vin sur les îles de Vis, Hvar, Korčula, au sud de la Dalmatie. 
Avec l'arrivée des Romains, la vigne prend une nouvelle extension dans toute la Dalmatie. 
Au moins un sarcophage de Solana témoigne de l'intérêt que portait son occupant au vignoble.
À la fin du Moyen Âge, les villes libres prennent des dispositions statutaires pour protéger leurs vignobles. 
Lors de l'appartenance de la Croatie à l'Empire austro-hongrois, au cours du XIXe siècle, la production de vin est rendue plus difficile par une « clause du vin » privilégiant l'importation italienne. 
Depuis les années 1990, de nouvelles règles pour le développement de la viticulture ont été mises en place. 
Les propriétés viticoles sont majoritairement familiales.

## Encépagement
De nombreux cépages traditionnels anciens survivent encore en Croatie, parfaitement adaptés à leur terroir viticole. 
Les méthodes de vinification modernes se multiplient dans les caves, et les règlements de l'Union européenne ont été adoptés, permettant de garantir la qualité et le style de vin de terroir.

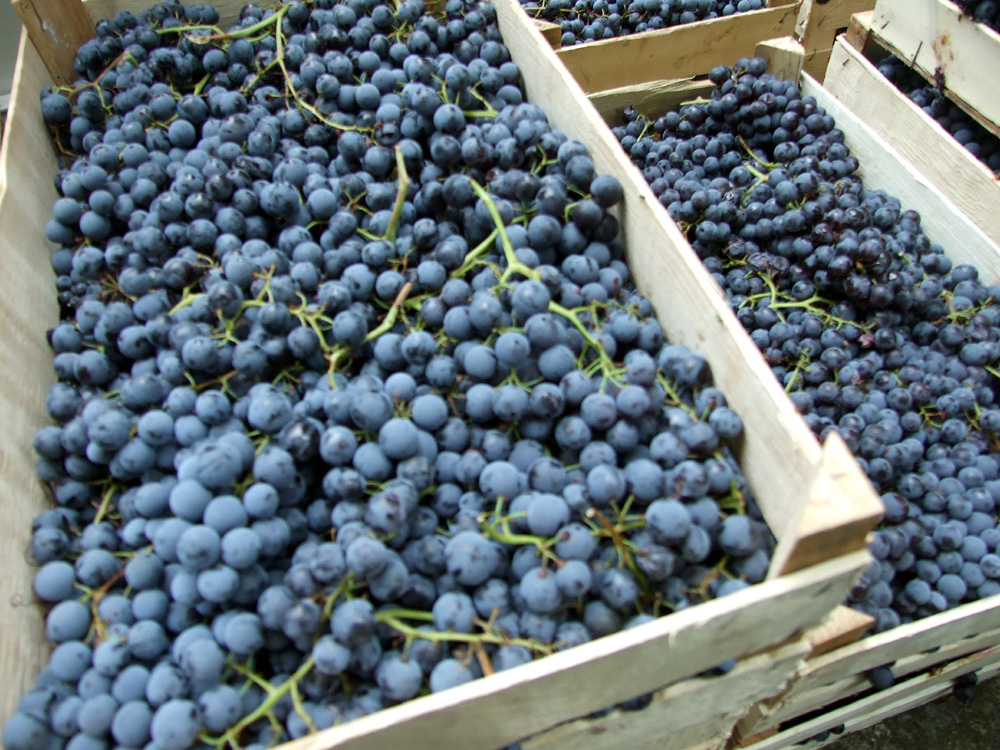
Vranac
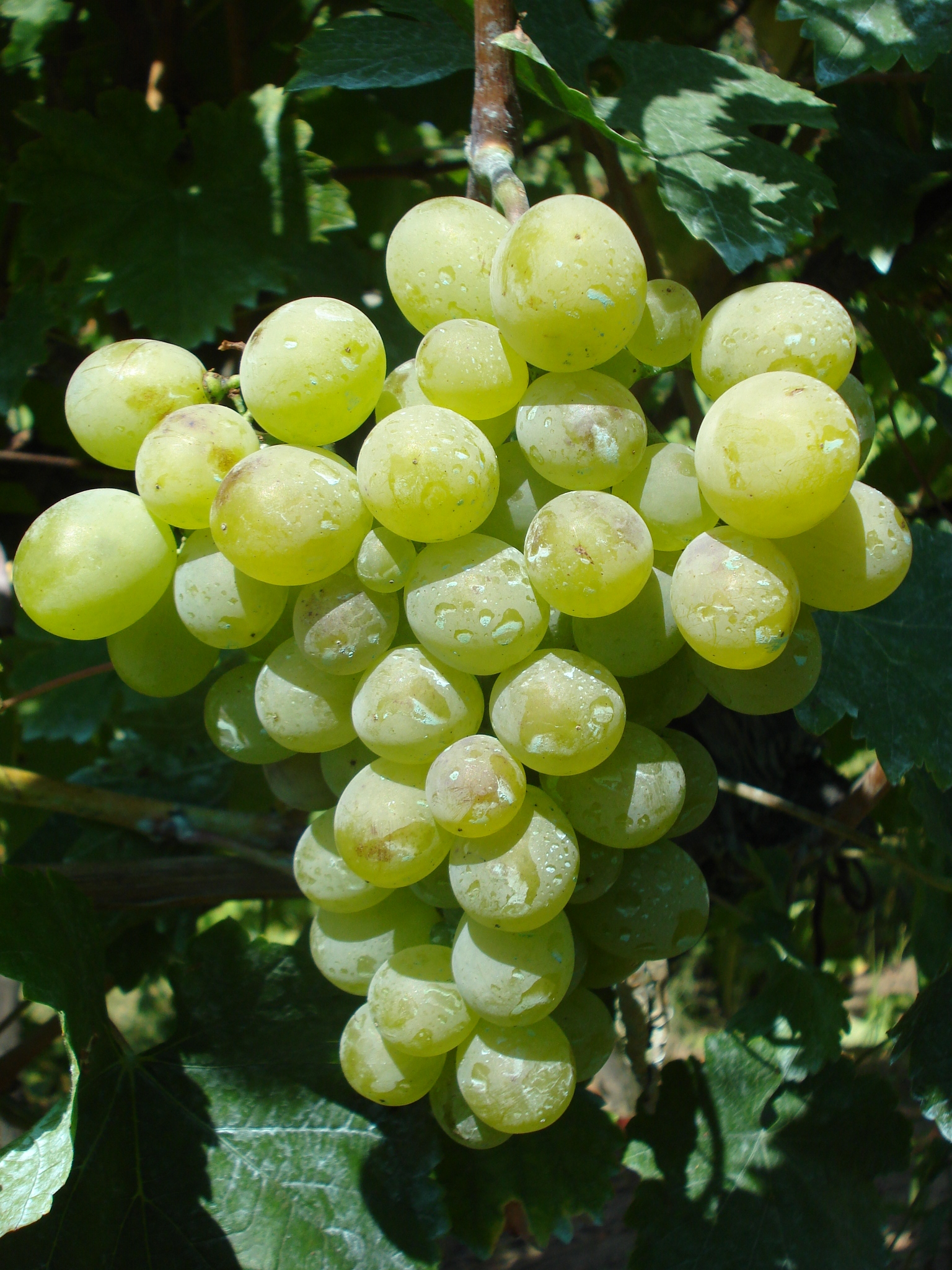
Muscat jaune
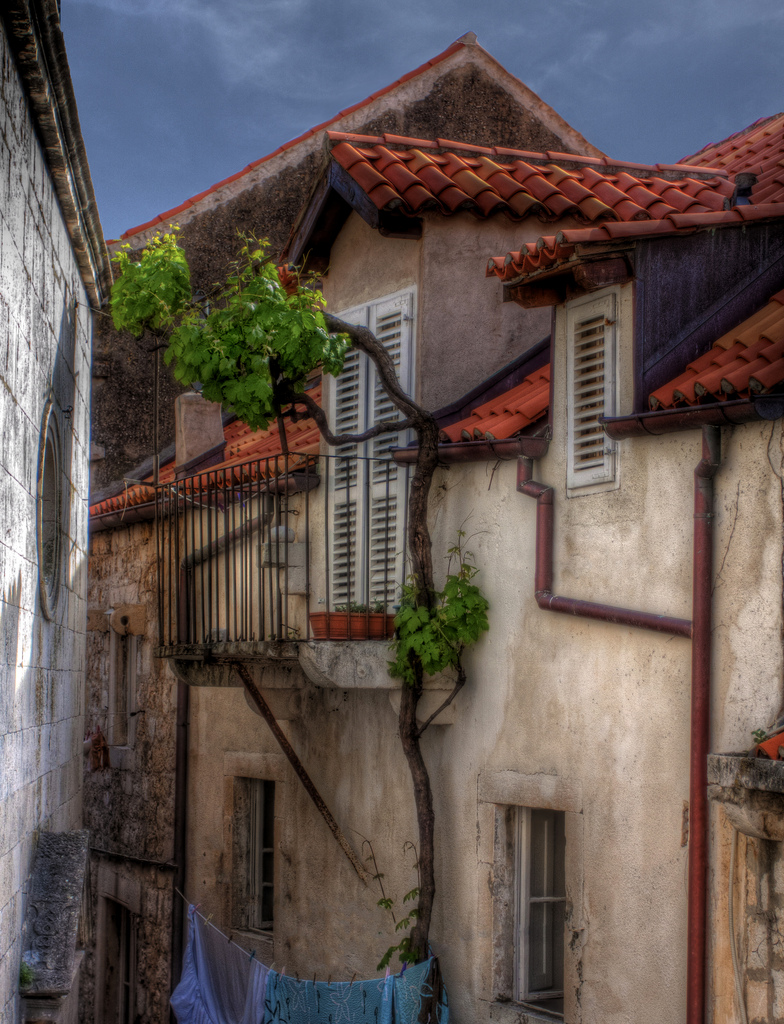
Hautain à Dubrovnik
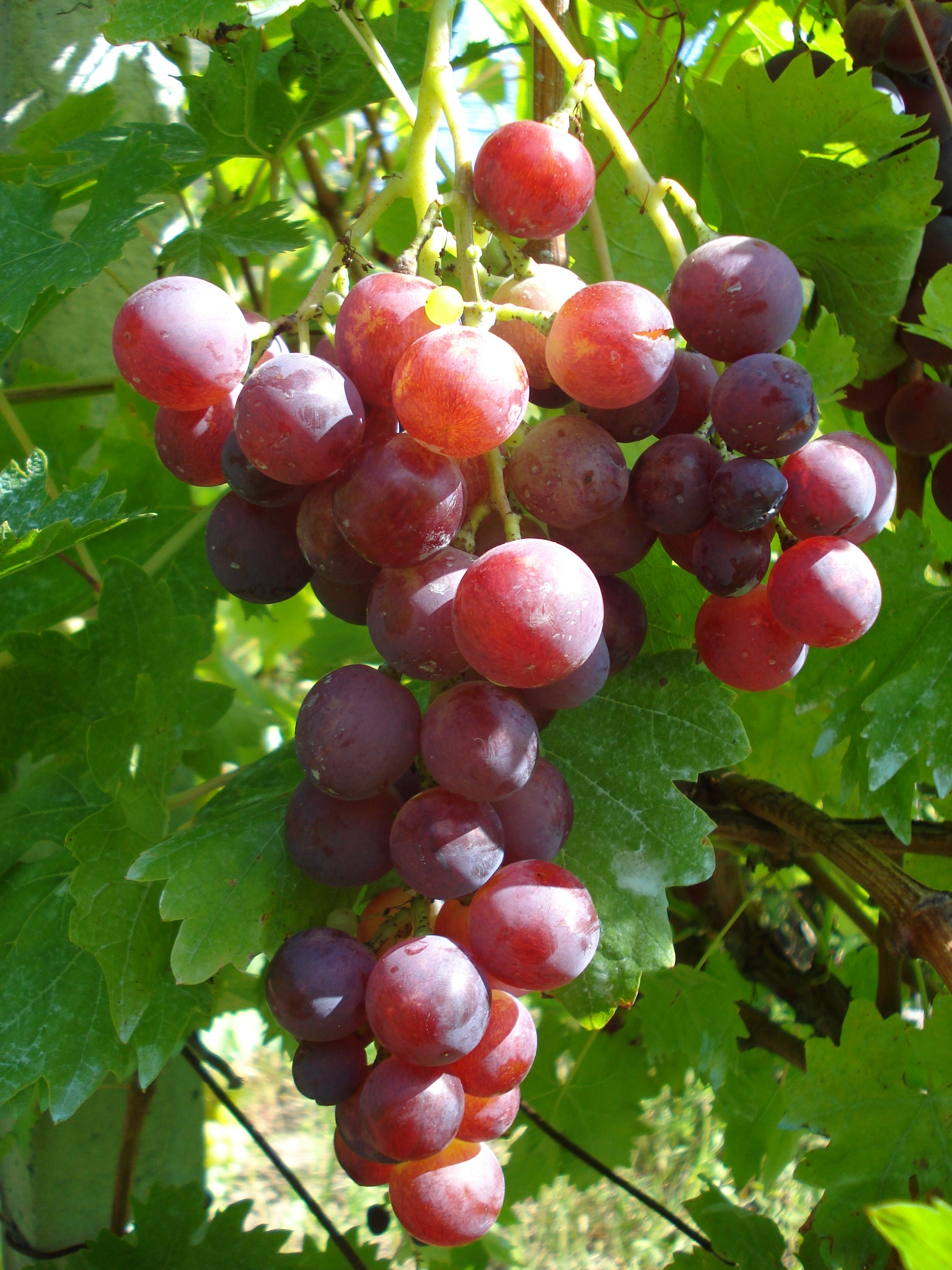
Kardinal
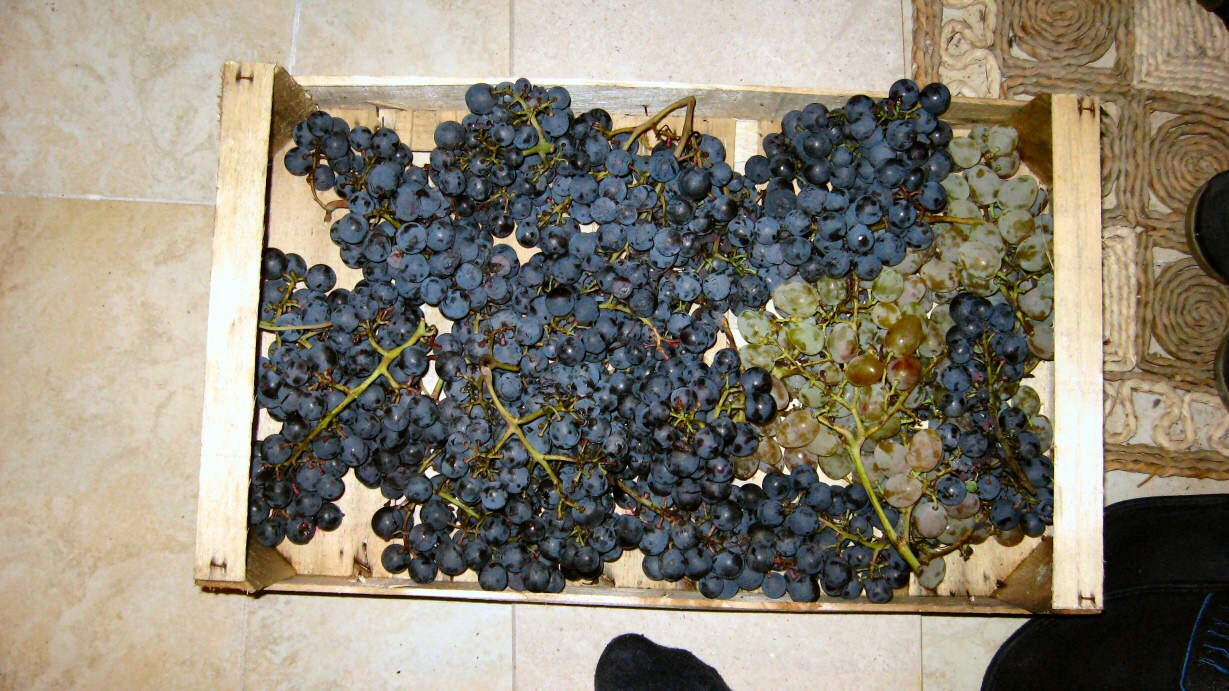
Plavac mali

### Cépages rouges
| Cépage               | Origine / autres noms                                                   | Vignoble                                                                                      |
| -------------------- | ----------------------------------------------------------------------- | --------------------------------------------------------------------------------------------- |
| Alicante Bouschet    | Hybride français : Grenache x Petit Bouschet                            | Moslavina, Podunavlje, Prigorje-Bilogora, Istrie                                              |
| Babić                | autour de Primošten, Dalmatie,                                          | Côte de la Croatie, Dalmatie                                                                  |
| Barbera              |                                                                         | Istrie                                                                                        |
| Borgonja Crna        | variété de Gamay                                                        | Istrie                                                                                        |
| Cabernet Franc       |                                                                         | Moslavina, Podunavlje, Prigorje-Bilogora, Slavonie, Istrie, Dalmatie                          |
| Cabernet Sauvignon   |                                                                         | Moslavina, Podunavlje, Prigorje-Bilogora, Slavonie, Istrie, Côte de la Croatie, Dalmatie      |
| Carignan             |                                                                         | Nord de la Dalmatie                                                                           |
| Crljenak Kaštelanski | Zinfandel, Primitivo, apparenté au Plavac Mali ,                        | Hvar, Pelješac mais rarement cultivé                                                          |
| Dobričić             | variété indigène de Šolta, apparenté au Plavac Mali                     | Dalmatie centrale et du sud, spécialement à Šolta                                             |
| Drnekuša             | Darnekuša, Drnekuša Crna                                                | Dalmatie centrale et du sud, spécialement à Hvar                                              |
| Frankovka            | Blaufränkisch, Kékfrankos, Lemberger, Frankonia                         | Région continentale, Côte de la Croatie                                                       |
| Gamay bojadiser      | Gamay                                                                   | Moslavina, Prigorje-Bilogora, Zagorje-Međimurje                                               |
| Grenaš crni          | Grenache                                                                | Nord de la Dalmatie, Dalmatie intérieure                                                      |
| Hrvatica             | Croatina, Croattina, croatizza. cépage du Nord de l'Italie              | Istrie                                                                                        |
| Jarbola              | Relatif à Hrvatica                                                      | Côte de la Croatie                                                                            |
| Lasina               | Nord de la Dalmatie                                                     | Nord de la Dalmatie (vin doux prošek)                                                         |
| Lovrijenac           | Saint Laurent                                                           | Moslavina, Plešivica, Pokuplje, Prigorje-Bilogora, Zagorje-Međimurje                          |
| Merlot               |                                                                         | Podunavlje, Pokuplje, Prigorje-Bilogora, Slavonie, Istrie, Côte de la Croatie, Dalmatie       |
| Muškat ruža crni     | Moscato delle rose nero, Muscat des roses noir, Rosenmuskateller blauer | Istrie, Dalmatie du centre et du sud                                                          |
| Nebbiolo             | Italie                                                                  | Côte de la Croatie                                                                            |
| Ninčuša              | originaire de Dalmatie                                                  | Dalmatie                                                                                      |
| Okatac               | ružica crvena, glavinuša                                                | Dalmatie                                                                                      |
| Pinot crni           | Pinot noir                                                              | Région continentale, Istrie, Côte de la Croatie                                               |
| Plavac Mali          | Centre et sud de la Dalmatie Pagadebit                                  | Dalmatie                                                                                      |
| Plavina              | Dalmatie Plavka, Plajka, Brajda, Brajdica                               | Istrie, Côte de la Croatie, Dalmatie                                                          |
| Portugizac           | Blauer Portugieser, Autriche                                            | Région continentale                                                                           |
| Refošk               | Refosco Origin: Italy.                                                  | Istrie                                                                                        |
| Susac Crni           | Sansigot, sujćan, tvardo grozje, sanseg, Sušćan crni                    | Nord de la Dalmatie spécialement à Susac, Lošinj, Cres, et dans la région de l'île de Kvarner |
| Svrdlovina crna      | Galica                                                                  | Nord de la Dalmatie                                                                           |
| Syrah                | Shiraz                                                                  | Slavonie, Istrie, Côte de la Croatie, Dalmatia du nord et de l'intérieur                      |
| Teran                | Terrano                                                                 | Istrie                                                                                        |
| Tocai Friulano       |                                                                         | Istrie                                                                                        |
| Trnjak               | Rudežuša                                                                | Dalmatie                                                                                      |
| Vranac               | Vranec                                                                  | Nord de la Dalmatie                                                                           |
| Zadarka crna         |                                                                         | Nord de la Dalmatie                                                                           |
| Zweigelt             |                                                                         | Région continentale                                                                           |

### Cépages blancs
| Cépage                  | Origine / autres noms | Vignoble |
| ----------------------- | --- | --- |
| Bogdanuša               | Stari grad plain à Hvar | Centre et sud de la Dalmatie, spécialement à Hvar |
| Bratkovina              | Dalmatie | Centre et sud de la Dalmatie, spécialement à Korčula |
| Cetinjka Bijela         | | Centre et sud de la Dalmatie, spécialement à Korčula, Hvar, Mljet, Peljesac |
| Chardonnay              | Vignoble de Bourgogne Biela Klevanjika, Breisgauer Suessling, Breisgauer Sussling, Burgundi Feher, Clävner, Clevner Weiss, Cravner, Feherburgundi, Feinburgunder, Gelber Weissburgunder, Klawner, Klevanjka Biela, Klevner, Ruländer Weiß, Später Weiß Burgunder, Weiß Burgunder, Weiß Clevner, Weiß Edler, Weiß Elder, Weiß Klewner, Weiß Silber, Weißedler, Weißer Clevner, Weißer Rulander | Moslavina, Plešivica, Podunavlje, Pokuplje, Prigorje - Bilogora, Slavonie, Zagorje - Međimurje, Istrie, côte de la Croatie, Nord de la Dalmatie, Dalmatie intérieure (de partout sauf dans le centre et le sud de la Dalmatie) |
| Debit                   | Dalmatie et les Pouilles, Italie, mais peut être originaire de Turquie | toute la Dalmatie, |
| Gegić                   | Debeljan | Côtes de la Croatie, spécialement des îles comme Pag et Rab |
| Graševina               | Welschriesling, Laški rizling, Riesling italien, Olaszriesling sans doute originaire de France | Largement cultivé dans l'intérieur du pays La Slavonie produit un grand nombre de vins de qualité à base de graševina |
| Grk                     | Lumbarda et Korčula | Centre et sud de la Dalmatie, spécialement à Korčula, Mljet et Pelješac |
| Kraljevina              | Zeline, Prigorje | Moslavina, Prigorje - Bilogora, Zagorje-Međimurje |
| Kujundžuša              | Imotsko Polje Kojunđuša, tvrdac, tvrdorijez, žutac, ruderuša bijela | Dalmatie intérieure |
| Kurtelaška bijela       | variété indigène de la Dalmatie | Centre et sud de la Dalmatie, spécialement à Vis et dans les îles voisines |
| Malvoisie d'Istrie (hr) | Théoriquement, Malvoisie, mais des tests ADN sont nécessaires | Istrie, côte nord de la Croatie |
| Malvasia Dubrovačka     | Quelque part autour de la Méditerranée (mais pas la malvazija d'Istrie ni la malvoisie italienne), | Centre et sud de la Dalmatie |
| Maraština               | Possiblement Italie ou Dalmatie Krizol, Rukatac | Côte de la Croatie et Dalmatie, spécialement à Korčula et Pelješac, (Dalmatie intérieure) |
| Manzoni bijeli          | Incrocio Manzoni (en). Hybride : Pinot blanc x Riesling germanique | Moslavina, Plešivica, Podunavlje, Prigorje-Bilogora, Slavonie |
| Moslavac                | Possiblement Hongrie šipon, mosler, furmint | Vignes dans toute la région continentale |
| Muškat bijeli           | Muscat blanc à petits grains | Plešivica, Pokuplje, Prigorje-Bilogora, Zagorje-Međimurje, Istrie (vin doux) |
| Muškat žuti             | Muscat jaune, Muškat momjanski | Plešivica, Pokuplje, Prigorje - Bilogora, Zagorje-Međimurje, Istrie, côte de la Croatie (vin doux) |
| Muškat ottonel          | Muscat Ottonel | Plešivica, Podunavlje, Pokuplje, Slavonie, Zagorje-Međimurje, Istrie (vin doux) |
| Neuburger               | variété d'Autriche | Plešivica, Pokuplje |
| Parč                    | variété originaire de Hvar | Centre et sud de la Dalmatie, spécialement à Hvar |
| Pinot Bijeli            | Pinot blanc | Région continentale, Istrie, Côte de la Croatie, Dalmatie intérieure |
| Pinot Sivi              | Pinot gris | Région continentale, Istrie, Côte de la Croatie, Dalmatie intérieure |
| Plavec Žuti             | Vieille variété du nord-ouest de la Croatie | Moslavina, Podunavlje, Pokuplje, Prigorje-Bilogora |
| Pošip                   | Smokvica et Korčula, | Toute la Dalmatie y inclus les îles |
| (Rajnski) Rizling       | German Riesling | Vignobles en région continentale produisant de nombreux vins de qualité |
| Rizvanac bijeli         | Müller-Thurgau | Vignobles en région continentale |
| Rkaciteli               | variété indigène de Moldavie | Nord de la Dalmatie |
| Ružica Crvena           | | Prigorje, Slavonia |
| Sauvignon (bijeli)      | Sauvignon blanc | Région continentale, Istrie, Côte de la Croatie |
| Silvanac zeleni         | Silvaner | Toute la région continentale |
| Šipelj                  | variété indigène du nord-ouest de la Croatie | Pokuplje |
| Škrlet                  | Moslavina | Moslavina, Prigorje-Bilogora |
| Traminac                | Gewürztraminer, Traminac Mirisni | Région continentale |
| Trbljan bijeli          | Kuč, Trebbiano romagnolo | Côte de Croatie, Dalmatie |
| Trebbiano               | | Istrie, Dalmatie |
| Verduzzo                | | Istrie |
| Vugava                  | Vis. bugava, ugava, viškulja | Dalmatie centrale et du sud, spécialement à Vis |
| Zelenac                 | Zelinika | Plešivica, Slavonie, Zagorje-Međimurje |
| Zilavka                 | Variété d'Herzégovine | Dalmatie du sud |
| Žlahtina (hr)           | Côte de la Croatie | Istrie, Côte de Croatie, spécialement à Krk |

## Consommation

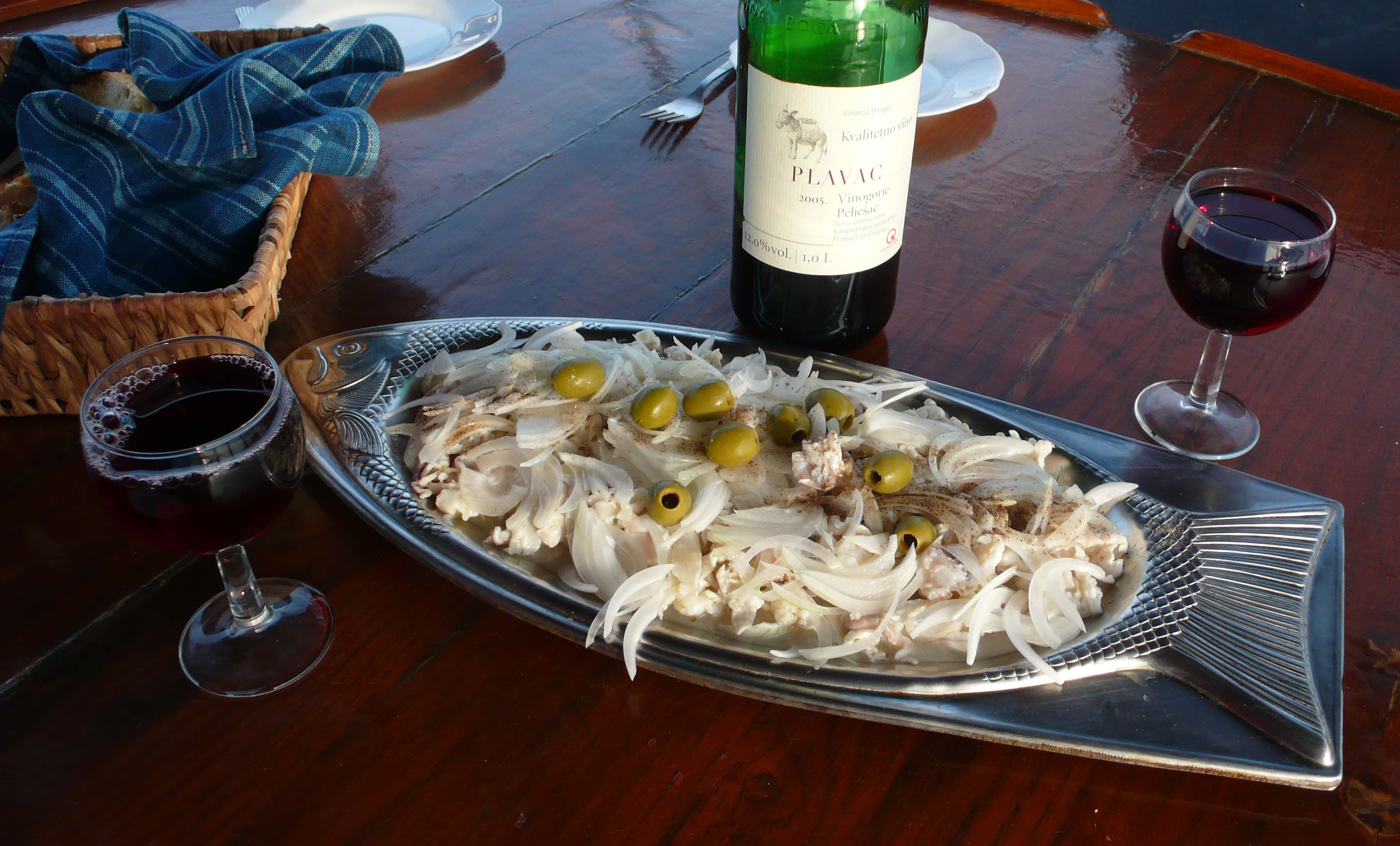
Vin et gastronomie
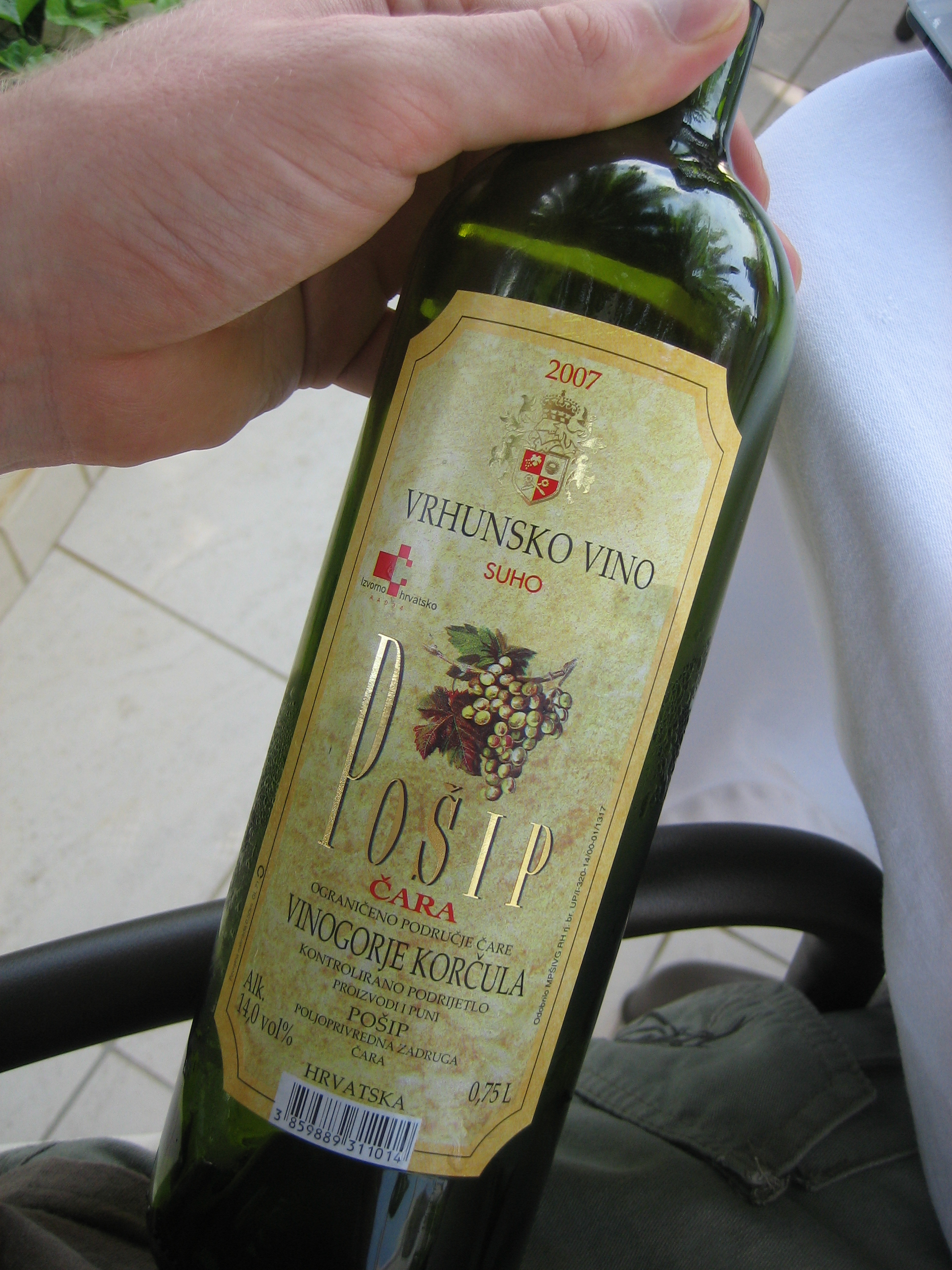
Vin de Croatie
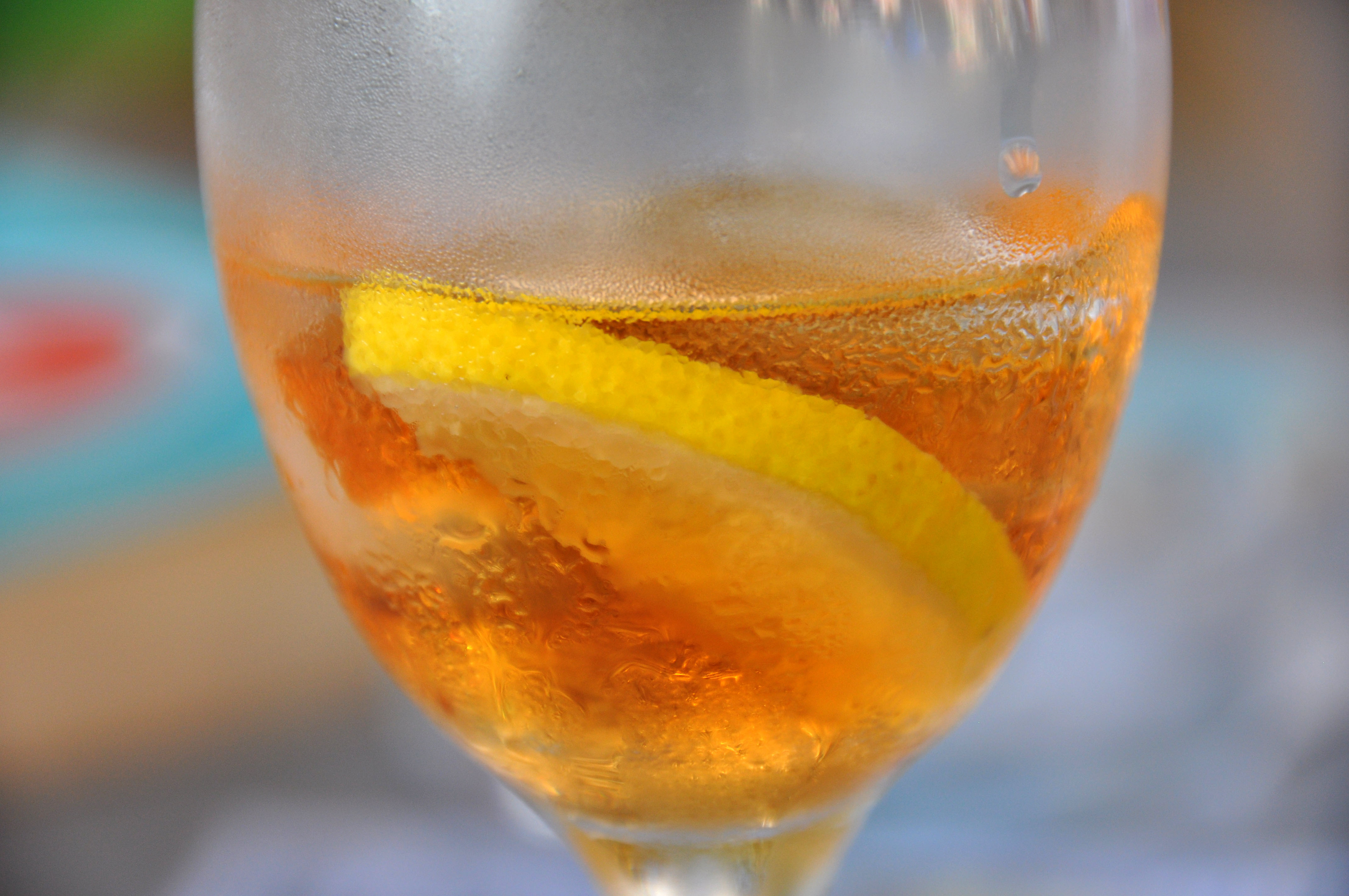
Prošek
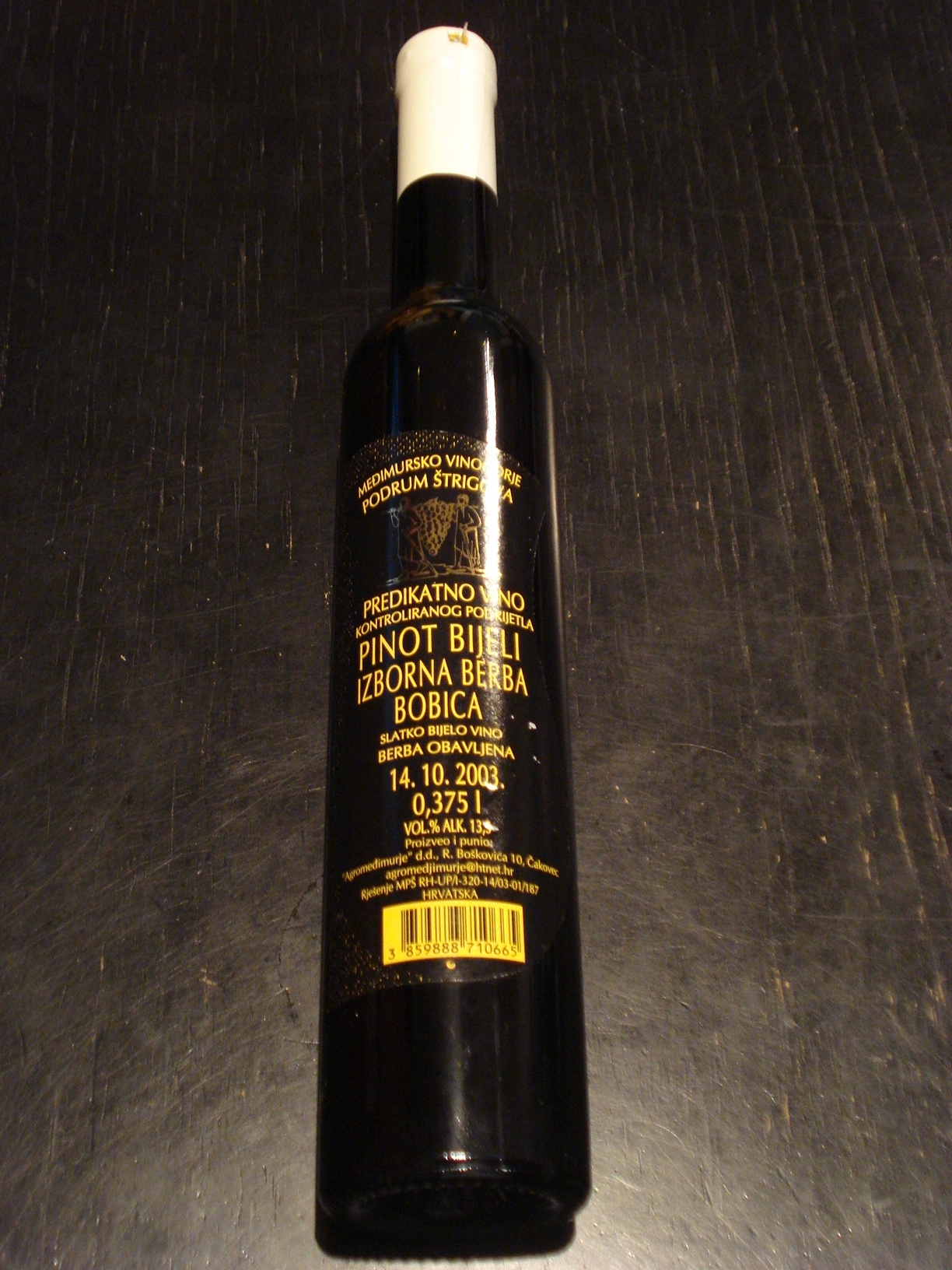
Vin de pinot noir
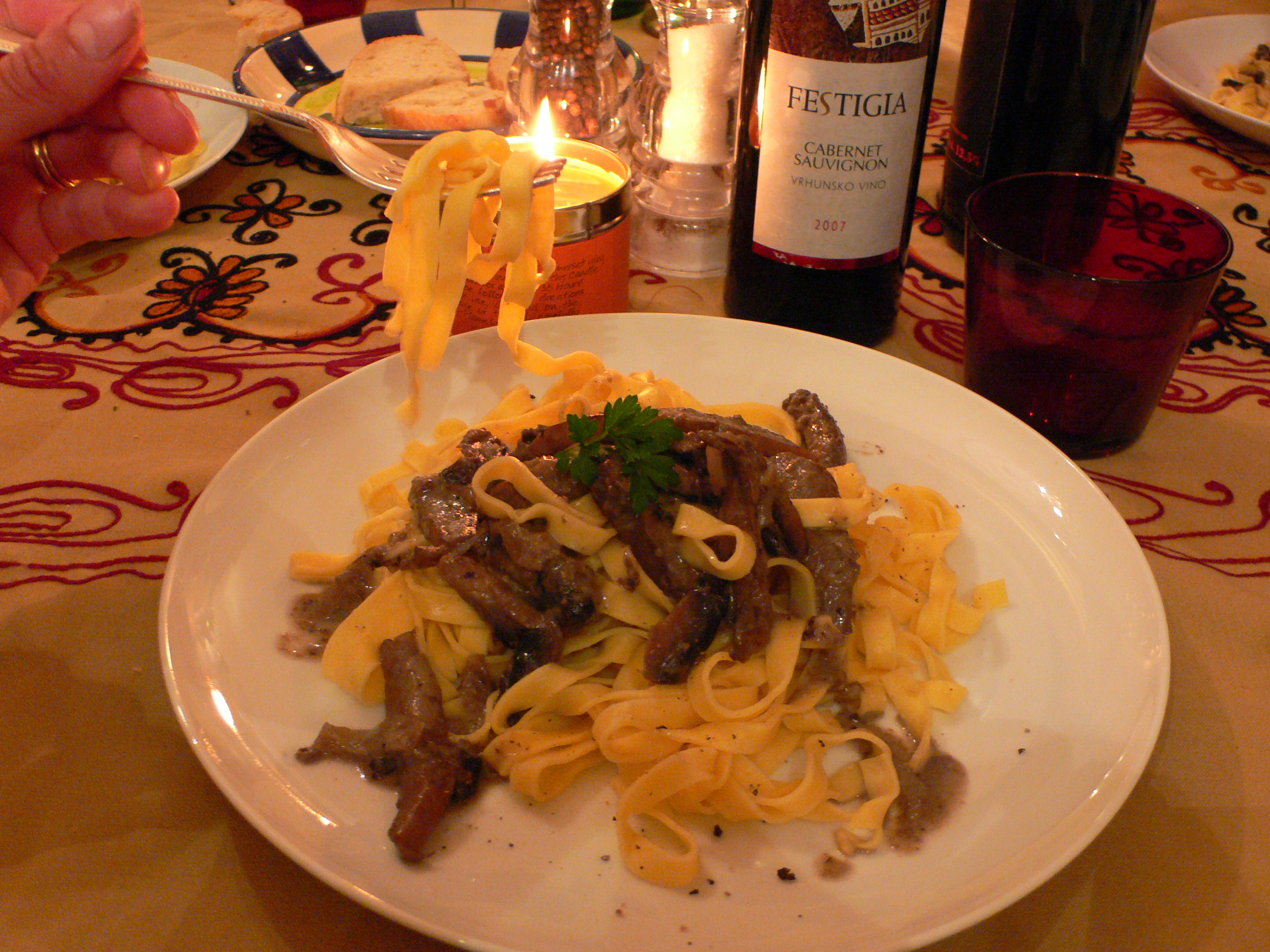
Truffes, pâtes et vin de Vrhunsko à Istria

Le vin est une boisson populaire en Croatie, où il est bu traditionnellement au cours des repas. Très souvent, il est dilué avec de l'eau plate ou gazeuse. C'est le gemišt (une combinaison de vin et eau gazeuse), ou la bevanda (une combinaison d'eau plate et de vin).

#### Internet
- Vins croates : régions de production et appellations

#### Vidéo
- [vidéo] « Croatie : La vigne se lève à l'Est », Pierre Goetschel (réalisateur) sur Arte, 2019, 26 min.